# Jüdische Gemeinde Reims

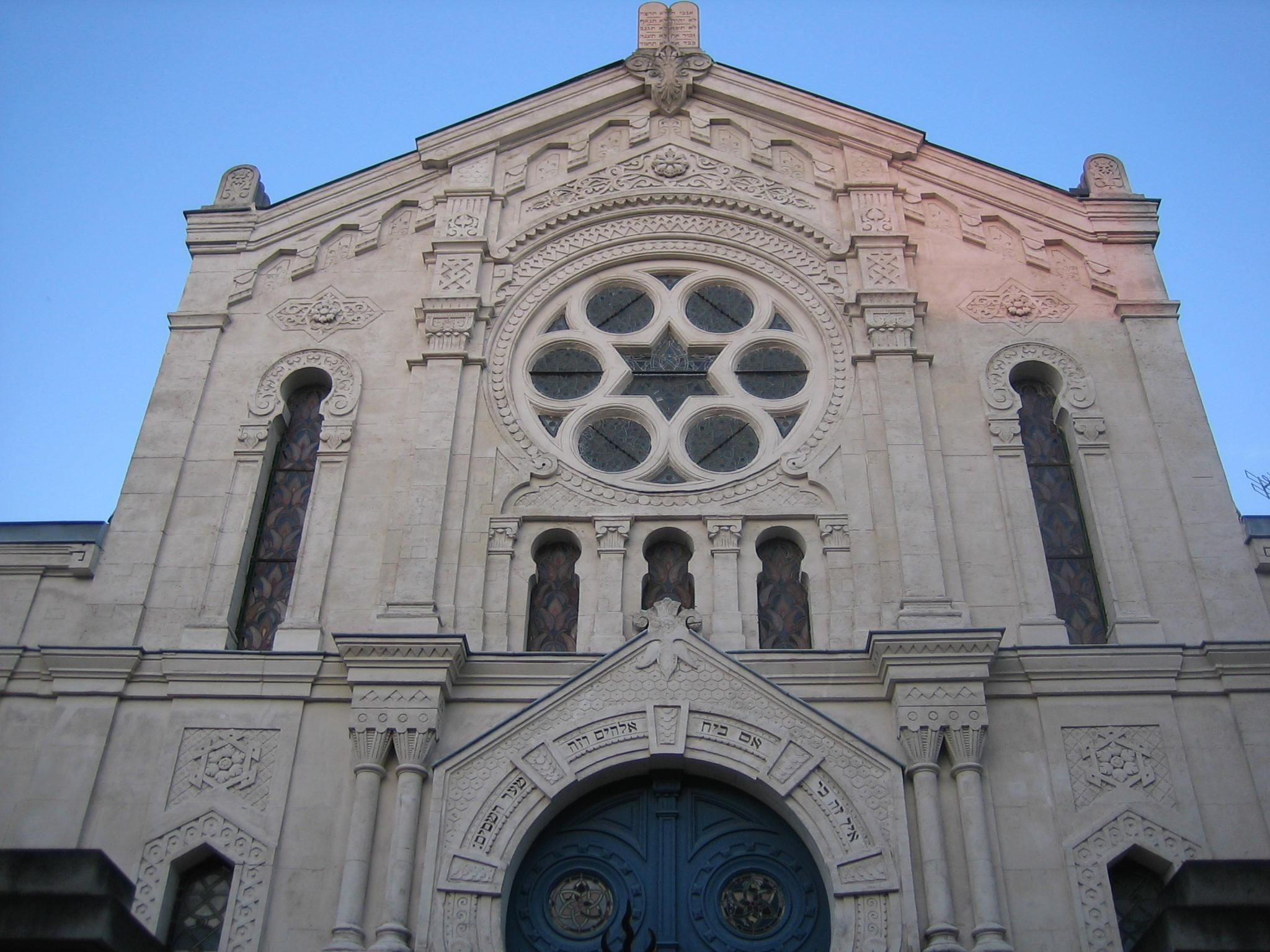
Synagoge in Reims

Die Jüdische Gemeinde Reims befindet sich in der französischen Stadt Reims im Département Marne in der Region Grand Est.

## Geschichte
Seit dem 11. Jahrhundert sind Juden in Reims nachweisbar. Sie wohnten in der Rue de la Juiverie, heute die Rue des Élus. Die Synagoge, die sich in der Nummer drei (oder in der Nummer 18) derselben Straße befand, wurde bis 1305 genutzt.
Im Mittelalter befand sich der jüdische Friedhof im Viertel Dieu-Lumière, an der Kreuzung der Straßen nach Châlons-en-Champagne und nach Cernay. Die Juden in Reims wurden im Laufe des 14. Jahrhunderts ausgewiesen und durften bis zur Französischen Revolution, die ihnen 1791 die Emanzipation brachte und die Rechte als citoyen gab, sich nicht mehr in der Stadt niederlassen.
Am Ende des 18. Jahrhunderts und Anfang des 19. Jahrhunderts wohnten wieder einige jüdische Familien in Reims. Aber erst nach dem Deutsch-Französischen Krieg von 1870/71 wanderten sehr viele Juden aus dem Elsass und dem Moselgebiet von Lothringen zu, denn diese Gebiete wurden vom Deutschen Reich annektiert und nun als Reichsland Elsaß-Lothringen verwaltet.
Die Gemeinde gehörte von 1808 bis 1871 zum Consistoire Paris und seit dem 12. September 1872 (Neueinteilung der Consistoires) zum Consistoire Lille. Reims erhielt 1875 seinen ersten Rabbiner, der in einem Betsaal in der Nummer 7, rue des Capucins, den Gottesdienst abhielt. Die jüdische Gemeinde zählte inzwischen nahezu 650 Mitglieder und deshalb wurde auch eine Synagoge in Reims erbaut, die 1879 eingeweiht wurde.

## Nationalsozialistische Verfolgung
Während des Zweiten Weltkriegs wurde die Synagoge von den deutschen Truppen geschändet und ein großer Teil der jüdischen Gemeinde wurde 1942 deportiert und ermordet. An der Fassade der Synagoge befindet sich eine Tafel, die an die 226 ermordeten Mitglieder der jüdischen Gemeinde erinnert.
Erst durch die Einwanderung ägyptischer und nordafrikanischer Juden in den 1970er Jahren erreichte die Zahl der jüdischen Gemeindemitglieder wieder alte Höchststände und nahm seither jedoch wieder kontinuierlich ab.